# Portret (1915.)
Portret (rus. Портрет) ruski je film redatelja Vladislava Stareviča.

## Radnja
Film govori o čovjeku koji nabavlja portret starca, objesi ga na zid u svojoj kući i pokušava zaspati, ali iz nekog razloga ne može pa odluči skinuti portret. Odjednom starac izađe iz slike i počne razgovarati s glavnim likom.

## Uloge
- Andrej Gromov
- Ivan Lazarev

## Vanjske poveznice
- Portret na Kino Poisk